# 佛朗哥总统城波特诺山丘俱乐部
佛朗哥总统城波特诺山丘俱乐部（西班牙語：Club Cerro Porteño de Presidente Franco），巴拉圭上巴拉那省佛朗哥总统城的一个足球俱乐部，成立于1967年。该队队服颜色与波特诺山丘队相同。2012年，首次参加巴拉圭足球甲级联赛。

## 荣誉
- 巴拉圭足球丙级联赛
  - 冠军(1)：2002